# 笹森山 (福島県)
笹森山（ささもりやま）は、福島県福島市松川町水原にある標高649.9mの火山である。

## 概要
- 福島市南西部に位置しており、奥羽山脈の一部をも成している。第四紀下限の年代が改正されたことで、新たに追加された第四紀火山の一つである[1]。
- NHK福島放送局[2][3]と民放テレビ局[3]、ふくしまFM[4]、rfc福島ＦＭ補完中継局の送信所が置局されており、中通り中・北部地域の大半地域へ電波を発射している。

## 歴史
- 1959年 (昭和34年）

3月1日：NHK福島 総合テレビジョン運用開始
- 1959年（昭和34年）

4月1日：NHK福島 総合テレビジョン放送開始
- 1960年（昭和35年）

11月1日：NHK福島 教育テレビジョン放送開始　
- 1963年（昭和38年）

3月25日：福島テレビ サービス放送開始
4月1日：福島テレビ 放送開始
- 1964年（昭和39年）

7月1日：NHK-FM 実用化試験局（モノラル）、ならび実験局（ステレオ）として運用開始した。
- 1969年（昭和44年）

3月1日：NHK-FM 本放送開始した。
12月23日：福島中央テレビ 試験電波発射開始。
- 1970年（昭和45年）

2月1日：福島中央テレビ サービス放送開始
4月1日：福島中央テレビ 放送開始
- 1981年（昭和56年）

9月15日：福島放送 サービス放送開始
10月1日：福島放送 放送開始
- 1983年（昭和58年）

11月23日：テレビユー福島 試験放送開始
11月27日：テレビユー福島 サービス放送開始
12月4日：テレビユー福島 放送開始
- 1995年（平成7年）

10月1日：エフエム福島 放送開始
- 2005年（平成17年）

12月1日：NHK福島 デジタルテレビジョン放送開始 
- 2006年（平成18年）

2月1日：福島中央テレビ 地上デジタル放送 試験電波送出開始
6月1日：福島中央テレビ、福島放送、テレビユー福島、福島テレビ デジタルテレビジョン放送開始
- 2012年（平成24年）

3月31日：アナログテレビジョン 放送終了
- 2013年（平成25年）

1月18日：Jモバ福島中継局 予備免許交付
1月24日：Jモバ福島中継局 試験放送開始
2月20日：Jモバ福島中継局 本免許交付
2月27日：Jモバ福島中継局 本放送開始
- 2014年（平成26年）

3月31日：ふくしまFMの文字多重放送（見えるラジオ／JOTV-FCM）が放送終了
- 2016年（平成28年）

6月30日：Jモバ福島中継局NOTTVのサービス終了に伴い、モバキャス放送終了
10月6日：ラジオ福島FM補完中継局の予備免許交付
- 2017年（平成29年）

1月9日：ラジオ福島FM補完中継局 試験電波発射開始
3月2日：ラジオ福島FM補完中継局 本免許交付
3月26日：ラジオ福島FM補完中継局 本放送開始

## 送信所送信施設概要

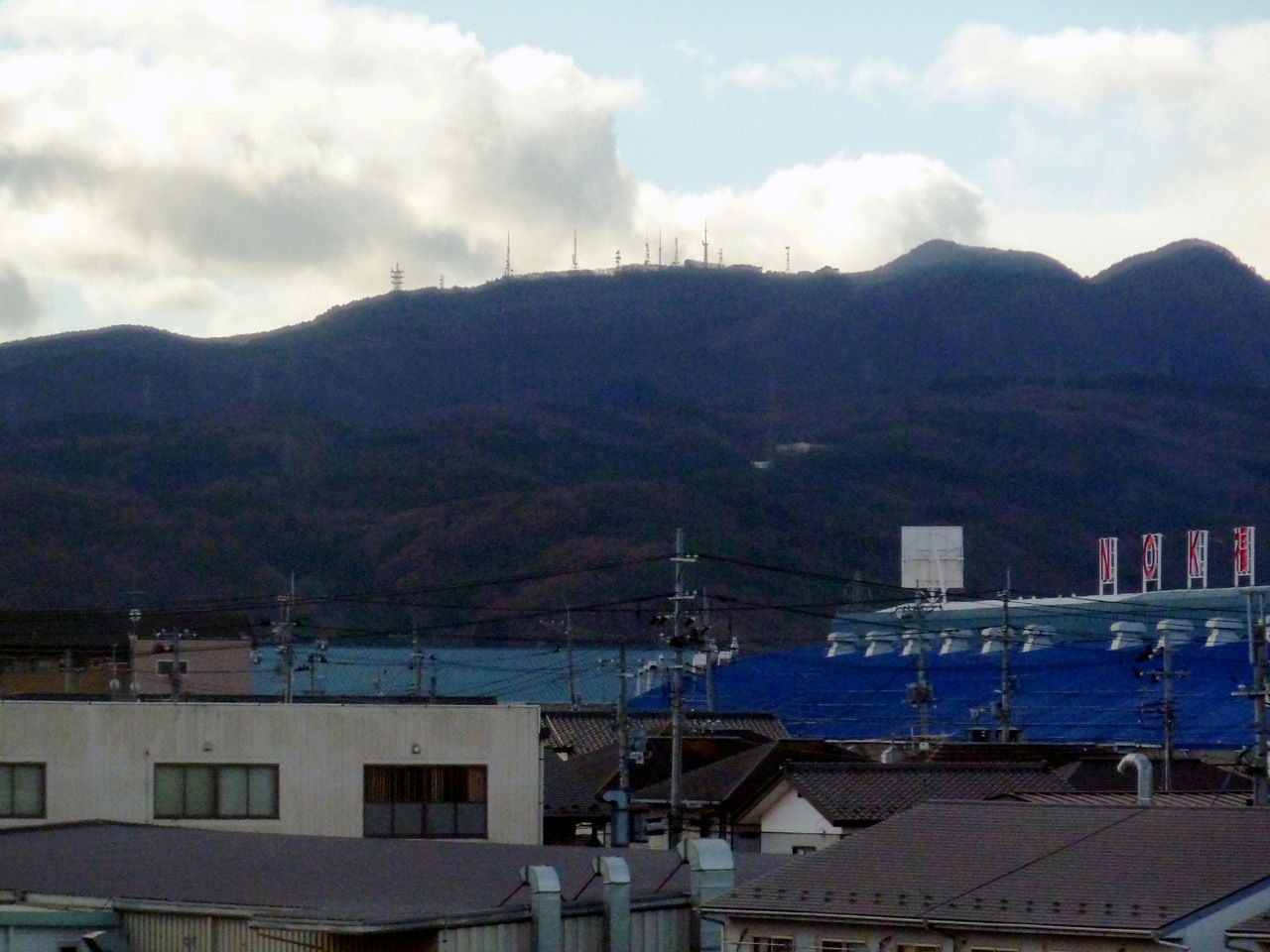
送信所アンテナ群

### デジタルテレビ放送送信所
| ID | 放送局名           | コールサイン | 物理チャンネル | 空中線電力 | 実効輻射電力 | 放送対象地域 | 放送区域 内世帯数 |
| -- | ------------------ | ------------ | -------------- | ---------- | ------------ | ------------ | ----------------- |
| 1  | NHK 福島総合       | JOFP-DTV     | 15ch           | 3kW        | 30kW         | 福島県       | 約31万9千世帯     |
| 2  | NHK 福島教育       | JOFD-DTV     | 14ch           | 3kW        | 30kW         | 全国         | 約31万9千世帯     |
| 4  | FCT 福島中央テレビ | JOVI-DTV     | 27ch           | 3kW        | 38kW         | 福島県       | 約31万9千世帯     |
| 5  | KFB 福島放送       | JOJI-DTV     | 29ch           | 3kW        | 41kW         | 福島県       | 約31万9千世帯     |
| 6  | TUF テレビユー福島 | JOKI-DTV     | 26ch           | 3kW        | 38kW         | 福島県       | 約31万9千世帯     |
| 8  | FTV 福島テレビ     | JOPX-DTV     | 25ch           | 3kW        | 39kW         | 福島県       | 約31万9千世帯     |

- 放送エリアは、福島市・郡山市・白河市・須賀川市・二本松市・田村市・伊達市・本宮市・伊達郡・安達郡・岩瀬郡・西白河郡・東白川郡・石川郡・田村郡（それぞれ一部地域を除く）[21]で福島県全世帯の約46%をカバーしている。

### FM放送送信所
| 周波数 （MHz） | 放送局名                                      | コールサイン等          | 空中線電力 | 実効輻射電力 | 放送対象地域 | 放送区域 内世帯数               |
| -------------- | --------------------------------------------- | ----------------------- | ---------- | ------------ | ------------ | ------------------------------- |
| 81.8           | ふくしまFM エフエム福島                       | JOTV-FM                 | 1kW        | 4.8kW        | 福島県       | -                               |
| 85.3           | NHK 福島FM                                    | JOFP-FM                 | 1kW        | 4.9kW        | 福島県       | -                               |
| 85.3           | 一般財団法人 道路交通情報通信システムセンター | JOVS-FCM15              | 1kW        | 4.9kW        | 福島県       | -                               |
| 90.8           | rfc ラジオ福島                                | （rfc福島FM補完中継局） | 500W       | 1.3kW        | 福島県       | 17万6,297世帯 （カバー率78.2%） |

- ふくしまFMの文字多重放送（見えるラジオ／JOTV-FCM）は、2014年3月31日終了
- ラジオ福島はFM補完中継局として2016年（平成28年）10月6日に総務省東北総合通信局より予備免許が交付され[27]、2017年3月2日に本免許が交付された[28]。笹森山からの出力はNHK-FM・ふくしまFMの半分となっているが、rfcのみ郡山にもFM補完中継局を設置しており[29]、大電力同期放送を実施し同一周波数で放送している[28]。当中継局はrfc郡山FM補完中継局ともに2017年3月26日に運用開始した[29]。

### アナログテレビ放送送信所
| チャンネル | 放送局名           | コールサイン | 空中線電力          | ERP                   | 放送対象地域 | 放送区域 内世帯数 | 運用停止日     |
| ---------- | ------------------ | ------------ | ------------------- | --------------------- | ------------ | ----------------- | -------------- |
| 2ch        | NHK 福島教育       | JOFD-TV      | 映像3kW/ 音声750W   | 映像17kW/ 音声4.3kW   | 全国         | -                 | 2012年 3月31日 |
| 9ch        | NHK 福島総合       | JOFP-TV      | 映像3kW/ 音声750W   | 映像17kW/ 音声4.3kW   | 福島県       | -                 | 2012年 3月31日 |
| 11ch       | FTV 福島テレビ     | JOPX-TV      | 映像3kW/ 音声750W   | 映像16.5kW/ 音声4.2kW | 福島県       | -                 | 2012年 3月31日 |
| 31ch       | TUF テレビユー福島 | JOKI-TV      | 映像30kW/ 音声7.5kW | 映像380kW/ 音声95kW   | 福島県       | -                 | 2012年 3月31日 |
| 33ch       | FCT 福島中央テレビ | JOVI-TV      | 映像30kW/ 音声7.5kW | 映像360kW/ 音声89kW   | 福島県       | -                 | 2012年 3月31日 |
| 35ch       | KFB 福島放送       | JOJI-TV      | 映像30kW/ 音声7.5kW | 映像350kW/ 音声89kW   | 福島県       | -                 | 2012年 3月31日 |

### Jモバ福島中継局
| 周波数                                      | 放送局名      | 空中線 電力 | ERP  | 放送区域               | 放送区域 内世帯数 | 開局日         | 放送終了日     |
| ------------------------------------------- | ------------- | ----------- | ---- | ---------------------- | ----------------- | -------------- | -------------- |
| 214.714286MHz （VHF11chに相当する周波数帯） | Jモバ 福島MMH | 7.5kW       | 45kW | 福島県と宮城県の各一部 | 約-世帯           | 2013年 2月27日 | 2016年 6月30日 |

### その他
- 福島市内には標高275mの信夫山があり、当送信所からの電波が受信しづらい地域に向けて福島信夫中継局を置局し、電波を発射している。